# Suki Kaiser
Suki Kaiser est une actrice canadienne, née à Bangkok (Thaïlande) le 2 octobre 1967. Elle est venue habiter au Canada à l'âge de 5 ans.

## Filmographie
- 1994-1995 : M.A.N.T.I.S. : Ashley Williams
- 1997 : Au-delà du réel : L'aventure continue (saison 3, épisode 5) : Cheryl
- 1999 : Virgin Suicides : Lydia Perl
- 2001 : Piège infernal : Susan
- 2004 : Kingdom Hospital (mini-série) : Natalie Rickman
- 2005 : Cyclone Catégorie 7 : Tempête mondiale (téléfilm) de Dick Lowry : Gayle Duffy
- 2006 : Les Maîtres de l'horreur (saison 2, épisode 8) : Patricia Dunbar
- 2020 : Noël au château (Chateau Christmas) de Michael Robison : Sarah Baxter